# 浅ノ川総合病院
浅ノ川総合病院（あさのがわそうごうびょういん）は石川県金沢市にある病院。

## 診療科
出典
- 内科
- 腎臓内科
- 精神科
- 脳神経内科
- 循環器内科
- 小児科
- 外科
- 消化器外科
- 整形外科
- 形成外科
- 脳神経外科
- 心臓血管外科
- 皮膚科
- 泌尿器科
- 産婦人科
- 眼科
- 耳鼻咽喉科
- 放射線科
- 麻酔科
- リハビリテーション科

## 医療機関の指定・認定
出典
| 保険医療機関                                 | 第二次救急指定病院                 |
| 身体障害者福祉法指定医                       | 臨床研修病院                       |
| 日本病院会指定優良短期人間ドック施設         | 結核予防法に基づく指定医療機関     |
| 生活保護法に基づく指定医療機関               | 更正医療（育成医療）を担当する病院 |
| 母体保護法指定医                             | 被爆者援護法指定病院               |
| 金沢医科大学病院教育関連施設                 | 妊産婦・新生児健康診査担当医       |
| 乳幼 健康診查担当医                          | 予防接種担当医                     |
| 胃腸がん・胃がん検診担=医                    | 子宮がん検診担当医                 |
| 乳がん・甲状腺がん検診担当医                 | 特定健診実施機関                   |
| 日本医療機能評価機構認定病院（3rdG:Ver.1.0） | 産科医療補償制度加入機関           |
| 石川県地域がん診療連携推進病院               |                                    |

## 交通アクセス
- 自家用車

北陸自動車道・金沢東部環状道路金沢森本ICを降り「山側環状」で兼六園方面に向かう
- 公共交通機関
  - 北鉄バス柳橋（車庫）行きのバスに乗り、「小坂中」下車
  - IRいしかわ鉄道線東金沢駅を降り、徒歩10分